# 'Round Midnight (альбом Бетті Картер, 1963)
'Round Midnight — студійний альбом американської джазової співачки Бетті Картер, випущений у 1963 році лейблом Atco Records.

## Опис
Записаний у 1962–1963 роках з оркестрами із аранжуванням Клауса Огермана та Олівера Нельсона.
Бетті Картер випустила лише 2 альбоми у період з 1961 по 1968 роки.

## Список композицій
1. «Nothing More to Look Forward To» (Річард Адлер) — 2:31
2. «Who What Why Where When» (Бетті Картер) — 3:05
3. «Heart and Soul» (Френк Лессер, Хогі Кармайкл) — 3:14
4. «Call Me Darling» (Дороті Дік, Морт Фрайберг, Рольф Марбет, Берт Рісфельд) — 3:48
5. «When I Fall in Love» (Едвард Гейман, Віктор Янг)  — 2:56
6. «'Round Midnight» (Берні Ганіген, Куті Вільямс, Телоніус Монк) — 3:14
7. «I Wonder» (Сесіл Гант, Реймонд Левін) — 2:29
8. «Theme from Dr. Kildare» (Джеррі Голдсміт, Піт Руголо, Гел Вінн) — 2:40
9. «The Good Life» (Саша Дістель, Джек Рірдон) — 2:30
10. «Everybody's Somebody's Fool» (Ейс Адамс, Реджайна Адамс, Лайонел Гемптон) — 2:40
11. «Two Cigarettes In The Dark» (Лью Поллак, Пол Френсіс Вебстер) — 2:04

Записаний 10 серпня 1962 (1, 5, 9, 12, 13); 6 грудня 1962 (3, 4, 6, 10) і 15 січня 1963 (2, 7, 8, 11).

## Учасники запису
- Бетті Картер — вокал
- Джо Ньюмен — труба
- Річард Камука — тенор-саксофон
- Філ Вудс — альт- і тенор-саксофон
- Денні Бенк — баритон-саксофон, бас-кларнет
- Джиммі Клівленд — тромбон
- Сеймур Бараб, Сідні Едвардс, Едгардо Содеро, Люсьєн Шмідт — віолончель
- Ллойд Маєрс, Расс Фрімен, Волтер Девіс — фортепіано
- Кенні Беррелл, Джон Піццареллі — гітара
- Монті Бадвіг, Джордж Дювів'є — контрабас
- Гарі Честер, Шеллі Менн, Ед Шоннессі — ударні
- Олівер Нельсон, Клаус Огерман — аранжування

Технічний персонал
- Несухі Ертегюн — продюсер